# Calluga completa
Calluga completa là một loài bướm đêm trong họ Geometridae.